# 1977 год в истории железнодорожного транспорта
1977 год в истории железнодорожного транспорта

## События
- 13 марта — В Южной Якутии появился рабочий посёлок Беркакит. Под таким названием Президиум Верховного Совета Якутской АССР зарегистрировал будущую станцию Малого БАМа.
- 2 мая — Столкновение пассажирского состава со стоящим на станции Крыжовка электропоездом.
- 18 мая — Восстановлен Дуссе-Алиньский тоннель.
- 28 мая — Начаты горнопроходческие работы по прокладке Северомуйского тоннеля.
- 30 июня — Закончила своё существование железнодорожная почтовая служба США.
- 16 сентября — Завершено строительство пятисотметрового железнодорожного моста через реку Амгунь.
- 31 октября — С оценкой «хорошо» сдана в постоянную эксплуатацию железнодорожная линия БАМ — Тында.
- Министром путей сообщения СССР, сменив ушедшего на пенсию Б. П. Бещева, становится И. Г. Павловский.

## Подвижной состав
- На Коломенском заводе произведены опытные образцы односекционного пассажирского тепловоза ТЭП75.